# Блоне (Малопольське воєводство)
Блоне (пол. Błonie) — село в Польщі, у гміні Тарнів Тарновського повіту Малопольського воєводства.
Населення — 776 осіб (2011).
У 1975-1998 роках село належало до Тарновського воєводства.

## Демографія
Демографічна структура станом на 31 березня 2011 року:
|          | Загалом | Допрацездатний вік | Працездатний вік | Постпрацездатний вік |
| -------- | ------- | ------------------ | ---------------- | -------------------- |
| Чоловіки | 394     | 106                | 248              | 40                   |
| Жінки    | 382     | 87                 | 230              | 65                   |
| Разом    | 776     | 193                | 478              | 105                  |